# Sultan II bin Zayed Al Nahyan
Sultan II bin Zayed Al Nahyan (in arabo سلطان بن زايد بن خليفة آل نهيان‎?; Abu Dhabi, 3 luglio 1881 – 4 agosto 1926), è stato emiro di Abu Dhabi dal 1922 al 1926.

## Biografia
Sultan bin Zayed nacque ad Abu Dhabi il 3 luglio 1881
Prese il potere dopo l'uccisione dello sceicco Hamdan. Si oppose all'espansione saudita nel territorio di Abu Dhabi e al prelievo dello zakat da parte di essi da alcune delle tribù del deserto occidentale dell'emirato. Il suo regno vide una grande trasformazione nell'emirato di Abu Dhabi. Stabilì con grande coraggio i punti di riferimento per renderlo uno Stato moderno. Lo sceicco Sultan era interessato alla pesca delle perle ed era considerato uno dei principali operatori del settore.
Suo fratello minore, lo sceicco Saqr, decise di vendicare la morte di Hamdan. Egli invitò a cena il fratello per la sera del 4 agosto 1926 nel suo palazzo. Quando arrivò, Saqr ordinò di aprire il fuoco e Sultan rimase ucciso. Poco prima Saqr aveva mandato i suoi figli e la sua famiglia alla residenza dell'emiro per trattenere lo sceicco Khalid. Ci furono degli scontri anche lì: Khalid subì gravi ferite e si rifugiò tra la tribù di Qubaisat per riprendersi dalle sue ferite.